# Rhaphium boreale
Rhaphium boreale är en tvåvingeart som först beskrevs av Van Duzee 1923.  Rhaphium boreale ingår i släktet Rhaphium och familjen styltflugor. Inga underarter finns listade i Catalogue of Life.